# Copa Asamblea Legislativa 1984
El Torneo de Copa 1984 fue la 40.ª edición de las copas del fútbol costarricense que se disputó desde el 20 de enero hasta el 15 de febrero.
Participaron un total de 5 equipos: 4 clubes que disputaron el Campeonato de Liga 1983 y que no clasificaron a la pentagonal final, y el equipo campeón de la segunda categoría de esa temporada. La competencia recibió el nombre de «Copa Asamblea Legislativa».
El equipo de Cartaginés, ascendido para la temporada de 1984, se proclamó campeón invicto al derrotar en la final a Limonense.

## Calendario
Las fases de esta copa fueron programadas de la siguiente forma:
| Ronda                | Partidos                 |
| -------------------- | ------------------------ |
| Primera fase         | (Jornada 1)              |
| Primera fase         | (Jornada 2)              |
| Primera fase         | (Jornada 3)              |
| Primera fase         | 1 de febrero (Jornada 4) |
| Primera fase         | 3 de febrero (Jornada 5) |
| Semifinales          | 12 de febrero            |
| Final y tercer lugar | 15 de febrero            |

## Equipos participantes
Participaron 5 equipos: 4 clubes de la Primera División que no clasificaron a la pentagonal del campeonato 1983 y el equipo que quedó campeón de la segunda categoría. Pese a que El Carmen tampoco avanzó a la pentagonal, no participó por ser el último de la tabla y descendido.
| Primera División 4 clubes del Campeonato 1983. | Segunda División 1 club del Campeonato 1983. |
| - Limonense - Ramonense - San José - Saprissa  | - Cartaginés                                 |

## Sistema de competición
La competición constó inicialmente de un grupo único integrado por cinco clubes. Siguiendo un sistema de liga, los cinco equipos se enfrentaron todos contra todos en una ocasión sumando un total de 4 jornadas, donde en cada fecha había un equipo libre. La clasificación se estableció con arreglo a los puntos obtenidos por los equipos en cada enfrentamiento, a razón de dos por partido ganado, uno por empatado y ninguno en caso de derrota.
Clasificaron cuatro clubes para las semifinales a partido único y los vencedores fueron aquellos que en el juego anotaron el mayor número de goles. De existir empate en el número de goles anotados, la series se extenderían a tiempos suplementarios y si la igualdad persistía, se llevarían a cabo lanzamientos desde el punto de penal.
Los partidos de semifinales se jugaron de la siguiente manera:
2.° vs 4.°

Disputaron el título aquellos clubes que superaron la serie semifinal. También hubo definición por el tercer lugar entre los perdedores de sus respectivas series.

## Desarrollo

### Primera fase
| Pos. | Equipo             | Pts. | PJ | G | E | P | GF | GC | Dif. | Notas                    |
| ---- | ------------------ | ---- | -- | - | - | - | -- | -- | ---- | ------------------------ |
| 1    | C. S. Cartaginés   | 6    | 4  | 2 | 2 | 0 | 7  | 4  | +3   | Clasifica a la semifinal |
| 2    | Deportivo Saprissa | 5    | 4  | 1 | 3 | 0 | 4  | 1  | +3   | Clasifica a la semifinal |
| 3    | Municipal San José | 4    | 4  | 1 | 2 | 1 | 5  | 5  | 0    | Clasifica a la semifinal |
| 4    | A. D. Limonense    | 3    | 4  | 0 | 3 | 1 | 2  | 5  | −3   | Clasifica a la semifinal |
| 5    | A. D. Ramonense    | 2    | 4  | 1 | 0 | 3 | 3  | 6  | −3   |                          |

 Fuente: La República
Criterios de clasificación: Puntos · Diferencia de goles · Goles a favor

#### Jornada 1
| 20 de enero de 1984, 18:30 | A. D. Limonense     | 1:1 (0:0) | Municipal San José         | Estadio Ricardo Saprissa, Tibás |                            |
|                            | - Víctor Nation 72' | Reporte   | - Rafael Ángel Hidalgo 79' | Árbitro(s): Guillermo Moya      | Árbitro(s): Guillermo Moya |

| 20 de enero de 1984, 20:15 | Deportivo Saprissa                          | 3:0 (1:0) | A. D. Ramonense | Estadio Ricardo Saprissa, Tibás |  |
|                            | - Rafael Solano 6', 74' - Jorge Jiménez 90' | Reporte   |                 |                                 |  |

#### Jornada 2
| 24 de enero de 1984, 20:00 | C. S. Cartaginés | 1:1 (1:1) | A. D. Limonense      | Estadio "Fello" Meza, Cartago   |                                 |
|                            | - José Astúa 21' | Reporte   | - Freddy Munguío 19' | Árbitro(s): Guillermo Hernández | Árbitro(s): Guillermo Hernández |

| 24 de enero de 1984, 20:00 | Deportivo Saprissa | 0:0     | Municipal San José | Estadio Ricardo Saprissa, Tibás                            |                                                            |
|                            |                    | Reporte |                    | Asistencia: 1 871 espectadores Árbitro(s): Jorge Rodríguez | Asistencia: 1 871 espectadores Árbitro(s): Jorge Rodríguez |

#### Jornada 3
| 28 de enero de 1984, 20:00 | Deportivo Saprissa | 0:0     | A. D. Limonense | Estadio Ricardo Saprissa, Tibás |  |
|                            |                    | Reporte |                 |                                 |  |

| 28 de enero de 1984, 20:00 | C. S. Cartaginés  | 1:0     | A. D. Ramonense | Estadio "Fello" Meza, Cartago |  |
|                            | - Giovanni Alfaro | Reporte |                 |                               |  |

#### Jornada 4
| 1 de febrero de 1984, 18:30 | A. D. Ramonense                                           | 3:0 (2:0) | A. D. Limonense | Estadio "Fello" Meza, Cartago |  |
|                             | - José Ángel Rojas - Luis Bonilla - Luis Francisco Cubero | Reporte   |                 |                               |  |

| 1 de febrero de 1984, 20:15 | C. S. Cartaginés                                         | 4:2 (2:0) | Municipal San José                          | Estadio "Fello" Meza, Cartago  |                                |
|                             | - Elías Arias 24' - Alberto Tencio 40' - Giovanni Alfaro | Reporte   | - Sivianny Rodríguez - Rafael Ángel Hidalgo | Asistencia: 4 799 espectadores | Asistencia: 4 799 espectadores |

#### Jornada 5
| 3 de febrero de 1984 | Municipal San José                     | 2:0 (1:0) | A. D. Ramonense | Estadio Ricardo Saprissa, Tibás |  |
|                      | - Sergio Somarribas 2' - Fabián Picado | Reporte   |                 |                                 |  |

| 3 de febrero de 1984 | Deportivo Saprissa | 1:1 (0:1) | C. S. Cartaginés | Estadio Ricardo Saprissa, Tibás |                          |
|                      | - Alexander Sáenz  | Reporte   | - Alberto Guzmán | Asistencia: espectadores        | Asistencia: espectadores |

### Fase final

#### Semifinales
| 12 de febrero de 1984, 11:00 | C. S. Cartaginés                            | 2:0 (1:0) | Municipal San José | Estadio "Fello" Meza, Cartago |                              |
|                              | - Miguel Calvo 39' - Elías Arias 68' (t.l.) | Reporte   |                    | Árbitro(s): Fernando Arrieta  | Árbitro(s): Fernando Arrieta |

| 12 de febrero de 1984, 15:00 | Deportivo Saprissa | 0:2 (0:1) | A. D. Limonense                                  | Estadio Ricardo Saprissa, Tibás                             |                                                             |
|                              |                    | Reporte   | - Gilberto Rhoden 17' - Howard Ropper 73' (pen.) | Asistencia: 4 988 espectadores Árbitro(s): José Luis Vargas | Asistencia: 4 988 espectadores Árbitro(s): José Luis Vargas |

#### Tercer lugar
| 15 de febrero de 1984 | Deportivo Saprissa | 0:1 (0:0) | Municipal San José   | Estadio Ricardo Saprissa, Tibás |                            |
|                       |                    | Reporte   | - Herbert Ovares 76' | Árbitro(s): Didier Carmona      | Árbitro(s): Didier Carmona |

#### Final
| 15 de febrero de 1984 | C. S. Cartaginés | 1:0 (0:0) | A. D. Limonense | Estadio "Fello" Meza, Cartago |  |
|                       | - Elías Arias    | Reporte   |                 |                               |  |

#### Partido
| -     | POR   | William Brenes   |  |
|       | DEF   | Alberto Tencio   |  |
|       | DEF   | Víctor Castro    |  |
|       | DEF   | Fernando Montero |  |
|       | DEF   | Eduardo Delgado  |  |
|       | MED   | Carlos Bolaños   |  |
|       | MED   | Giovanni Alfaro  |  |
|       | MED   | Edwin Salazar    |  |
|       | MED   | Elías Arias      |  |
|       | DEL   | Miguel Calvo     |  |
|       | DEL   | Enrique Mora     |  |
| D. T. | D. T. | Juan José Gámez  |  |

| -     | POR   | Bernardino Chaves |  |
|       | DEF   | Delroy Coleman    |  |
|       | DEF   | Freddy Munguío    |  |
|       | DEF   | Dennis Marshall   |  |
|       | DEF   | Miki Gayle        |  |
|       | MED   | Marcos Cuza       |  |
|       | MED   | Guillermo Fuller  |  |
|       | MED   | Francisco Cruz    |  |
|       | MED   | Víctor Nation     |  |
|       | DEL   | Howard Ropper     |  |
|       | DEL   | Gilberto Rodhen   |  |
| D. T. | D. T. | Sady Gutiérrez    |  |

| - | DEL | José Joaquín Astúa | Entró |
|   | DEL | Gerardo Villalobos | Entró |

| Anotado | Elías Arias | 1:0 |

| -     | POR   | William Brenes   |  |
|       | DEF   | Alberto Tencio   |  |
|       | DEF   | Víctor Castro    |  |
|       | DEF   | Fernando Montero |  |
|       | DEF   | Eduardo Delgado  |  |
|       | MED   | Carlos Bolaños   |  |
|       | MED   | Giovanni Alfaro  |  |
|       | MED   | Edwin Salazar    |  |
|       | MED   | Elías Arias      |  |
|       | DEL   | Miguel Calvo     |  |
|       | DEL   | Enrique Mora     |  |
| D. T. | D. T. | Juan José Gámez  |  |

| -     | POR   | Bernardino Chaves |  |
|       | DEF   | Delroy Coleman    |  |
|       | DEF   | Freddy Munguío    |  |
|       | DEF   | Dennis Marshall   |  |
|       | DEF   | Miki Gayle        |  |
|       | MED   | Marcos Cuza       |  |
|       | MED   | Guillermo Fuller  |  |
|       | MED   | Francisco Cruz    |  |
|       | MED   | Víctor Nation     |  |
|       | DEL   | Howard Ropper     |  |
|       | DEL   | Gilberto Rodhen   |  |
| D. T. | D. T. | Sady Gutiérrez    |  |

| - | DEL | José Joaquín Astúa | Entró |
|   | DEL | Gerardo Villalobos | Entró |

| Anotado | Elías Arias | 1:0 |

| -     | POR   | William Brenes   |  |
|       | DEF   | Alberto Tencio   |  |
|       | DEF   | Víctor Castro    |  |
|       | DEF   | Fernando Montero |  |
|       | DEF   | Eduardo Delgado  |  |
|       | MED   | Carlos Bolaños   |  |
|       | MED   | Giovanni Alfaro  |  |
|       | MED   | Edwin Salazar    |  |
|       | MED   | Elías Arias      |  |
|       | DEL   | Miguel Calvo     |  |
|       | DEL   | Enrique Mora     |  |
| D. T. | D. T. | Juan José Gámez  |  |

| -     | POR   | Bernardino Chaves |  |
|       | DEF   | Delroy Coleman    |  |
|       | DEF   | Freddy Munguío    |  |
|       | DEF   | Dennis Marshall   |  |
|       | DEF   | Miki Gayle        |  |
|       | MED   | Marcos Cuza       |  |
|       | MED   | Guillermo Fuller  |  |
|       | MED   | Francisco Cruz    |  |
|       | MED   | Víctor Nation     |  |
|       | DEL   | Howard Ropper     |  |
|       | DEL   | Gilberto Rodhen   |  |
| D. T. | D. T. | Sady Gutiérrez    |  |

| - | DEL | José Joaquín Astúa | Entró |
|   | DEL | Gerardo Villalobos | Entró |

| Anotado | Elías Arias | 1:0 |

| -     | POR   | William Brenes   |  |
|       | DEF   | Alberto Tencio   |  |
|       | DEF   | Víctor Castro    |  |
|       | DEF   | Fernando Montero |  |
|       | DEF   | Eduardo Delgado  |  |
|       | MED   | Carlos Bolaños   |  |
|       | MED   | Giovanni Alfaro  |  |
|       | MED   | Edwin Salazar    |  |
|       | MED   | Elías Arias      |  |
|       | DEL   | Miguel Calvo     |  |
|       | DEL   | Enrique Mora     |  |
| D. T. | D. T. | Juan José Gámez  |  |

| -     | POR   | Bernardino Chaves |  |
|       | DEF   | Delroy Coleman    |  |
|       | DEF   | Freddy Munguío    |  |
|       | DEF   | Dennis Marshall   |  |
|       | DEF   | Miki Gayle        |  |
|       | MED   | Marcos Cuza       |  |
|       | MED   | Guillermo Fuller  |  |
|       | MED   | Francisco Cruz    |  |
|       | MED   | Víctor Nation     |  |
|       | DEL   | Howard Ropper     |  |
|       | DEL   | Gilberto Rodhen   |  |
| D. T. | D. T. | Sady Gutiérrez    |  |

| - | DEL | José Joaquín Astúa | Entró |
|   | DEL | Gerardo Villalobos | Entró |

| Anotado | Elías Arias | 1:0 |

|                                             |
|                                             |
| Campeón invicto C. S. Cartaginés 2.º título |

## Estadísticas

### Tabla de goleadores
Lista con los máximos anotadores de la copa.
| Pos. | Jugador               | Equipo     | Goles |
| ---- | --------------------- | ---------- | ----- |
| 1.º  | Elías Arias           | Cartaginés | 3     |
| =    | Giovanni Alfaro       | Cartaginés | 3     |
| 3.º  | Rafael Ángel Hidalgo  | San José   | 2     |
| =    | Rafael Solano         | Saprissa   | 2     |
| 5.º  | Alberto Guzmán        | Cartaginés | 1     |
| =    | Alberto Tencio        | Cartaginés | 1     |
| =    | Alexander Sáenz       | Saprissa   | 1     |
| =    | Fabián Picado         | San José   | 1     |
| =    | Freddy Munguío        | Limonense  | 1     |
| =    | Gilberto Rhoden       | Limonense  | 1     |
| =    | Herbert Ovares        | San José   | 1     |
| =    | Howard Ropper         | Limonense  | 1     |
| =    | Jorge Jiménez         | Saprissa   | 1     |
| =    | José Ángel Rojas      | Ramonense  | 1     |
| =    | José Astúa            | Cartaginés | 1     |
| =    | Luis Bonilla          | Ramonense  | 1     |
| =    | Luis Francisco Cubero | Ramonense  | 1     |
| =    | Miguel Calvo          | Cartaginés | 1     |
| =    | Sergio Somarribas     | San José   | 1     |
| =    | Sivianny Rodríguez    | San José   | 1     |
| =    | Víctor Nation         | Limonense  | 1     |